# European Cricket Council
European Cricket Council (ECC) bildades 1997, som ersättare till European Cricket Federation, och är det europeiska idrottsförbundet för cricket. Högkvarteret finns i London i England i Storbritannien. Förbundet överser all cricket i Europa utom testcricket i England och Wales.